# Lakewood (Colorado)
Pour les articles homonymes, voir Lakewood.
Lakewood est une ville américaine de l'État du Colorado, faisant partie de l'agglomération de Denver.

## Géographie
Lakewood est située immédiatement à l'ouest de Denver, dans la vallée de la rivière South Platte sur le flanc ouest des Grandes Plaines, à l'est du Front Range, massif oriental des montagnes Rocheuses, à une altitude de 1 682 mètres. La Montagne verte, qui culmine à 2 089 mètres d'altitude, est située à l'ouest de la ville. La municipalité s'étend sur 114,11 km 2, dont 111,06 km2 de terres.
La ville est située dans le bassin versant de la South Platte et plusieurs petites rivières traversent la ville en direction de l'est. Du nord au sud, se trouvent la Lakewood Gulch, la Weir Gulch, la Sanderson Gulch et la Bear Creek. Deux affluents de la Lakewood Gulch, la Dry Gulch et la McIntyre Gulche, coulent vers l'est à travers la partie nord de la ville. La Turkey Creek, un affluent de la Bear Creek, coule au sud-ouest de la ville. Enfin, la Lena Gulch, un affluent de la Clear Creek au nord, coule vers l'est, puis vers le nord à travers la partie nord-ouest de la ville.
Lakewood compte plusieurs petits lacs et réservois. Les lacs Soda se trouvent au sud-ouest de la ville. Plus à l'est se trouve le lac du Bear Creek, un réservoir alimenté par le cours d'eau homonyme et la Turkey Creek. Plusieurs lacs et réservoirs (Main Reservoir, East Reservoir, Smith Reservoir, Kendrick Lake et Cottonwood Lake) sont regroupés au centre de la ville. Au nord-est se trouve le lac Kountze. Au nord-ouest le réservoir Maple Grove est alimenté par la Lena Gulch. Le réservoir Bowles n°1 se trouve, lui, tout au sud de la ville.
En tant que banlieue de Denver, Lakewood fait partie à la fois de l'aire métropolitaine de Denver et du Front Range Urban Corridor. 

## Histoire
Lakewood est fondée en 1889 par Charles Welch et William Loveland qui font bâtir treize blocs d'habitations dans l'est du comté de Jefferson. Loveland, l'ancien président du Colorado Central Railroad, a passé sa retraite à Lakewood après de nombreuses années passées à Golden, la capitale du comté.
Durant la Seconde Guerre mondiale, Lakewood abrite le Denver Ordnance Plant, une importante usine de munitions. Celle-ci est ensuite transformée en un centre administratif du gouvernement fédéral, le Denver Federal Center.
La nouvelle communauté se développe et est administrée par le comté jusqu'en 1969, date à laquelle elle est érigée en municipalité sous le nom de Jefferson City par le vote de ses habitants, alors au nombre de 90 000. Peu après cependant, le nom de la ville est changé en Lakewood, pour notamment éviter la confusion avec les villes homonymes dans le Colorado et le Missouri.

## Politique et administration

### Administration locale
La ville appartient au comté de Jefferson, dont le siège est à Golden.

### Administration municipale
Le maire est élu pour un mandat de quatre ans et rééligible une fois. La ville est divisée en cinq wards, représentés chacun par deux conseillers. Formant le conseil de la ville, ils sont tous les dix élus pour un mandat de quatre ans et renouvelables par moitié tous les deux ans.
| Période                                  | Période       | Identité    | Étiquette   | Qualité |
| ---------------------------------------- | ------------- | ----------- | ----------- | ------- |
| Les données manquantes sont à compléter. |               |             |             |         |
| novembre 2007                            | novembre 2015 | Bob Murphy  |             |         |
| novembre 2015                            | novembre 2023 | Adam Paul   | Indépendant |         |
| novembre 2023                            | en cours      | Wendi Strom |             |         |

## Population et société

### Démographie
Avec 155 984 habitants lors du recensement de 2020, Lakewood est la cinquième municipalité du Colorado et la première du comté de Jefferson par la population. La densité de la population est de 1 367 habitants par km². 
En 2010, la population était composée de 82,9 % de blancs, 3,1 % d'Asiatiques, 1,6 % de noirs, 1,4 % d'Amérindiens, de 7,8 % de personnes d'autres origines et de 3,3 % appartenant à deux ou plusieurs groupes. Les hispaniques et latino-américains représentaient 22 % de la population.
La ville comptait alors 61 986 foyers, dont 26,8 % avaient des enfants de moins de 18 ans vivant avec eux. Les foyers étaient composés de 41,1 % de couples mariés, de 11,9 % de familles monoparentales sans homme, de 5 % de familles monoparentales sans femme et de 42,1 % de foyers non familiaux. 33,5 % de tous les foyers étaient composés d'une seule personne et, dans 10,2 % des foyers, cette personne était âgée de 65 ans ou plus. La taille moyenne des foyers était de 2,27 personnes et celle des familles de 2,92 personnes.
La population comptait 20,8 % de personnes de moins de 18 ans, 9,6 % de personnes âgées entre 18 et 24 ans, 27,1 % entre 25 et 44 ans, 28 % entre 45 et 64 ans et 14,5 % de personnes de plus de 65 ans. L'âge médian était de 39,2 ans. Les hommes représentaient 48,9 % de la population et les femmes 51,1 %.
Le revenu médian des foyers de Lakewood était en 2010 de 52 960 $ et le revenu médian d'une famille de 66 947 $. Les hommes avaient un revenu médian de 46 907 $ et les femmes de 41 476 $. Le revenu par habitant était de 30 027 $. Environ 9,1 % des familles et 11,7 %, représentant 20,3 % des personnes de moins de 18 ans et 6,1 % des personnes de plus de 65 ans, se trouvaient en dessous du seuil de pauvreté.
| 1960   | 1970   | 1980    | 1990    | 2000    | 2010    |
| ------ | ------ | ------- | ------- | ------- | ------- |
| 19 338 | 92 743 | 113 808 | 126 481 | 144 126 | 142 980 |

| 2020    | - | - | - | - | - |
| ------- | - | - | - | - | - |
| 155 984 | - | - | - | - | - |

### Éducation
La ville abrite un certain nombre de lycées, ainsi que l'université chrétienne du Colorado et l'école de commerce du Colorado.

## Économie
L'économie de Lakewood est diversifiée. Le gouvernement est le plus grand employeur de la ville. Parmi les entreprises qui ont leur siège à Lakewood figurent notamment Natural Grocers, Einstein Bros. Bagels, 1stBank et The Integer Group.
En 2013, 67,3 % de la population de plus de 16 ans est active, dont 61,1 % en emploi et 6,2 % sans emploi. 38,6 % des actifs travaillaient dans le management, l'économie, la science et les arts, 25,9 % dans la vente, 16,9 % dans les services, 9,9 % dans la production, le transport et la logistique, ainsi que 8,7 % dans les ressources naturelles, la construction et la maintenance. Les trois branches employant le plus d'actifs étaient l'éducation, la santé et l'assistance sociale (18,4 %); services de gestion professionnels, scientifiques et administratifs (13,8 %), le commerce de détail (11,9 %).
Le coût de la vie à Lakewood est supérieur à la moyenne. Comparé à la moyenne des États-Unis de 100, le coût de la vie dans cette commune est de 107,4. En 2013, la valeur médiane d'une maison en ville était de 238 500 $ et le coût mensuel médian était de 1 546 $ pour les propriétaires ayant une hypothèque et de 940 $ pour les locataires.

## Lakewood dans la culture populaire
Le restaurant mexicain Casa Bonita, rendu célèbre par l'épisode de South Park du même nom, se trouve à Lakewood.
Une partie importante du roman Bleu corbeau de la romancière brésilienne Adriana Lisboa se déroule à Lakewood.

## Jumelages
Lakewood a quatre villes jumelées:
- Chester, Cheshire, Royaume-Uni.
- Portsmouth, Hampshire, Royaume-Uni.
- Stade, Basse-Saxe, Allemagne.
- Sutherland Shire, Sydney, Australie.

## Personnalités liées à la commune
Parmi les personnalités qui sont nées ou ont vécu à Lakewood figurent notamment :
- Darik Angeli (1990-), joueur professionnel de hockey sur glace.
- May Bonfils-Stanton, héritière et philanthrope[12].
- Chris Broderick, guitariste[13].
- Sol Katz, développeur informatique [14].
- "Dr. Death" Steve Williams, catcheur professionnel[15].